# 速星大橋
速星大橋（はやほしおおはし）は、富山県富山市の井田川（神通川水系）に架かる国道359号婦中バイパスの橋である。

## 概要
- 左岸：富山県富山市婦中町富川
- 右岸：富山県富山市婦中町笹倉
- 形式：連続鈑桁橋（曲弦プラットトラス橋）[1]
  - 路面形式：上路[1]
  - 床板形式：RC床板[1]
- 橋長：148.3 m[1]
- 径間：36.9 m - 36.9 m - 36.9 m - 36.9 m[1]
- 総鋼量：475 t[1]
  - 鋼量：225 t[1]
- 発注者：富山県[1]

## 沿革
1990年（平成2年）11月14日 - 婦中バイパス完成に合わせて、供用開始。